# 埃古普托斯
埃古普托斯（希腊语：Αἴγυπτος；拉丁语: Aegyptus）神话中的埃及国王，柏罗斯之子，达那俄斯的兄弟。他的50个儿子力求同达那俄斯的50个女兒成婚。但新娘们遵从父命在新婚之夜各自将新郎杀死，埃古普托斯闻耗悲痛而死。

## 神話
埃古普托斯的父亲柏罗斯将阿拉伯半岛给了他，将古利比亚给了达那俄斯，但埃古普托斯后来征服了梅兰皮亚人(Melampians)的土地，并以自己的名字将其命名为埃古普托斯（埃及）。然而，后来埃古普托斯与达那俄斯因王权而发生冲突。达那俄斯和他的5个女儿们 (达那伊得斯) 因惧怕埃古普托斯的50个儿子们，逃往希腊的阿尔戈斯 (Argos)、埃古普托斯的儿子们来到阿尔戈斯，向达那俄斯请求将他们的女儿嫁给他。。在埃斯库罗斯的作品中，达那俄斯和他的女儿们因被迫嫁给埃古普托斯的儿子而逃往阿尔戈斯。
根据许癸努斯的说法，埃古普托斯密谋杀死达那俄斯和他的女儿们，以便从其父亲手中夺取王位，并提出让自己的儿子娶达那俄斯的女儿。然而，达那俄斯察觉了埃古普托斯的阴谋并逃往阿尔戈斯。当埃古普托斯得知达那俄斯逃走的消息时，他派他的儿子们去追赶他们，并命令他们在被杀死之前不许回来。于是他的儿子们前来攻打阿尔戈斯，强迫达那俄斯将自己的女儿嫁给他们。但达那俄斯命令他的女儿们杀死他們，因此，她们结婚后，除了林叩斯之外，其他人都被杀死了。
根据阿波罗多洛斯的说法，埃古普托斯的儿子们被达那俄斯的女儿们斩首，他们的头颅被埋葬在勒奈，尸体则埋葬在阿尔戈斯。或者，根据保萨尼亚斯的说法，埃古普托斯的儿子们在勒奈被杀，他们的头被砍下作为谋杀的证据，他们的尸体被埋葬在勒奈，而他们的头被带到阿尔戈斯并埋葬在那里，在雅典卫城路上的一个坟墓里。当埃古普托斯听说他的儿子们死后，他因惧怕阿尔戈斯人和达那俄斯人，便逃往亚该亚的阿洛（帕特雷的旧称），并在那里去世。

## 资料来源
- 《神话辞典》，（苏联）M·H·鲍特文尼克等，统一书号：2017·304

1. ↑  “Apollodorus, The Library”(汉语：“阿波罗多罗斯，书库”）2.1.4 （页面存档备份，存于） - 2.1.5 （页面存档备份，存于） ，简称为Apollodorus，缩写apollod，作者： 詹姆斯·弗雷泽(Sir James George Frazer)，英译本，2卷，出版社：Cambridge, MA, Harvard University Press; London, William Heinemann Ltd. 1921
2. 1 2  “Apollodorus, The Library”(汉语：“阿波罗多罗斯，书库”）2.1.5 （页面存档备份，存于） ，简称为Apollodorus，缩写apollod，作者： 詹姆斯·弗雷泽(Sir James George Frazer)，英译本，两卷，出版社：Cambridge, MA, Harvard University Press; London, William Heinemann Ltd. 1921
3. ↑  Aeschylus（艾斯库伯斯），恳求者（埃斯库罗斯）（英语：The Suppliants (Aeschylus)）
4. ↑  Hyginus（许癸努斯）、168 （页面存档备份，存于）话。Fabulae（英语：Fabulae）（汉语：故事），拉丁语
5. ↑  Hyginus（许癸努斯）、170 （页面存档备份，存于）话。Fabulae（英语：Fabulae）（汉语：故事），拉丁语
6. ↑  Pausanias(保萨尼亚斯)、2.24.2 （页面存档备份，存于） (Wikisource)。“Pausaniae Graeciae Descriptio”（英语：Description of Greece；汉语：希腊道里志）, 拉丁语 3卷. Leipzig, Teubner. 1903。
7. ↑  Pausanias(保萨尼亚斯)、7.21.13 （页面存档备份，存于） (Wikisource （页面存档备份，存于）). “Pausaniae Graeciae Descriptio”（英语：Description of Greece；汉语：希腊道里志）, 拉丁语，3卷. Leipzig, Teubner. 1903.